# Ratonero Bodeguero Andaluz
Der Ratonero Bodeguero Andaluz ist eine hochläufige Hunderasse aus Spanien. 
Im Oktober 1993 gründete Bartolomé Benítez Pérez-Luna in Spanien den Club Nacional del Perro Ratonero Bodeguero Andaluz und legte die ersten Statuten vor, die das ideale Erscheinungsbild des Ratonero Bodeguero Andaluz (RBA) beschreiben.
Sieben Jahre später im Jahr 2000 wurde die Rasse vom spanischen Landwirtschaftsministerium und dem Spanischen Hundeverband Real Sociedad Canina de España (RSCE) als eigenständige Rasse anerkannt und der Gruppe 3, Sektion 1: mittlere und große Terrier zugeordnet.
Seit dem 3. September 2024 ist die Rasse auch durch den FCI, in der Gruppe 3 - Terrier als eigenständige Rasse anerkannt.
Neben dem Ratonero Bodeguero Andaluz gibt es in Spanien eine Reihe weiterer Ratonero-Rassen.

## Herkunft und Geschichtliches

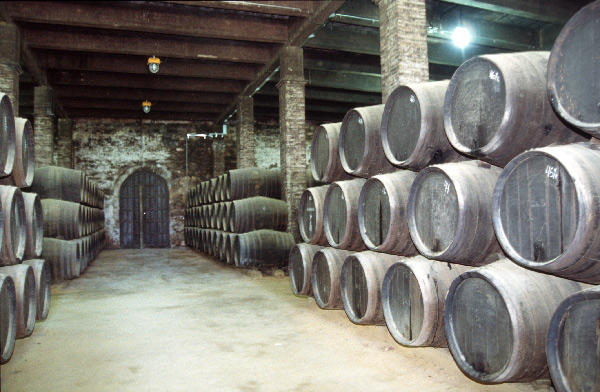
Ein Weinkeller, im Spanischen Bodega.

Der Name Ratonero Bodeguero Andaluz bedeutet sinngemäß „Andalusischer Weinkeller-Mäusejäger“. Es wird vermutet, dass die Hunde der Rasse Nachkommen von kleinen Terriern sind, die englische Weinproduzenten und Bergbauunternehmen mit nach Südspanien brachten und die sich im späten 18. und frühen 19. Jahrhundert mit einheimischen Hunden paarten, deren Aufgabe es war, Häfen oder Weinkeller von Ratten und Mäusen freizuhalten und diese zu jagen. Später wurden wahrscheinlich noch Toy Terrier eingekreuzt.

## Beschreibung

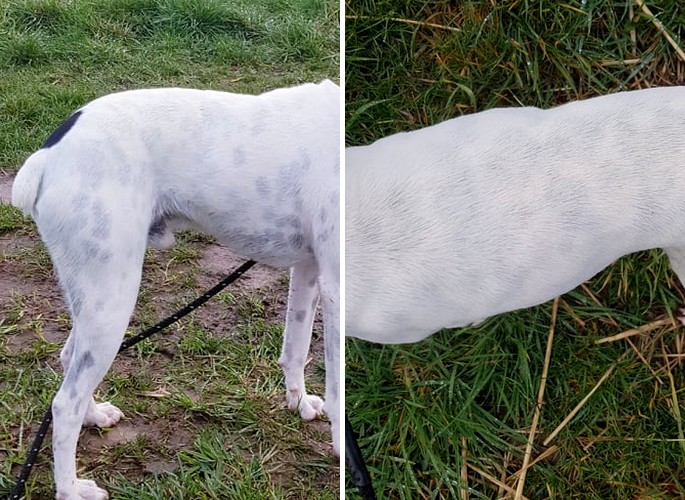
Kurz, rein weiß und ohne Unterwolle

Die Rasse hat einen vorwiegend weißen Körper mit schwarzen und braunen (Tan) Markierungen am Kopf. Über den Augen müssen sich lohfarbene Markierungen befinden.
Die Körperbehaarung ist gleichmäßig kurz, rein weiß und ohne Unterwolle.
Die dreieckigen Ohren sind terrierartig nach vorne geklappt. Der Kopf ist schmal und relativ zierlich. Die Augen wirken etwas melancholisch und er hat eine tiefschwarze Nase. Die Muskulatur ist kräftig entwickelt, das Brustbein tritt plastisch hervor, die Beine sind langgestreckt und kräftig. Die Hunde werden mit kompletter Rute geboren, die trotz des Verbotes immer noch oft auf 1/4 ihrer Länge kupiert werden.
Die Lebenserwartung eines Bodegueros wird auf 14–16 Jahre angegeben, wobei einige Exemplare auch bis zu 18 Jahre alt werden können.
Seit dem 1. Februar 2018 ist durch diverse Reformationen des spanischen Tierschutzgesetzes das Kupieren der Rute verboten und kupierte Tiere werden von der Körung und bei Ausstellungen ausgeschlossen, trotzdem werden von Hobbyzüchtern immer noch die Ruten kupiert, wobei das Kupierverbot schon seit 1987 in Spanien besteht.

## Wesen
Der Ratonero Bodeguero Andaluz ist bis heute, besonders in ländlichen Regionen ein Gebrauchshund geblieben, dessen Hauptaufgabe es ist, Gutshöfe, Lagerhallen und Stallungen frei von Mäusen und Ratten zu halten (Rattler). Dadurch reagiert dieser Terrier sehr wachsam auf Geräusche und Bewegungen. Von spanischen Jägern wird er vereinzelt für die Baujagd auf Fuchs und Dachs eingesetzt. Zusammen mit dem spanischen Windhund, dem Galgo Español, wird er auch für die Jagd auf Hasen und Kaninchen verwendet.
Er ist ausgesprochen intelligent und anpassungsfähig an neue Situationen und Bedingungen. In der Familie zeigt er ein freundliches Wesen. Er bellt selten und macht sich mehr durch Jammern bemerkbar.